# 爱知产业大学短期大学
爱知产业大学短期大学（日语：／ Aichi Sangyō Daigaku Tanki Daigaku *），简称爱产短，是一所位于日本爱知县冈崎市的私立短期大学。前身是东海产业短期大学（日语：／ Tōkai Sangyō Tanki Daigaku *）。

## 概要

### 简介
- 学校最早可以追溯到1961年即学校法人平懐学园和爱知工艺高级中学的创立[1][2]。短期大学为于1986年开办[3]、由学校法人爱知产业大学经营。招収男女学生从开办[4]。

### 历史
- 1986年 东海产业短期大学成立并同时设置两个学科、以下列举。
  - 经营学科
    - 经营专攻[注 2]
    - 信息专攻[注 2]

  - 英语科
- 1994年 函授教育课程成立于两个学科、以下列举。
  - 经营学科[注 3]
  - 英语科[注 3]
- 1997年 改校名为爱知产业大学短期大学。
- 2004年 第一部最后一年招生、次年停止招生（正式停办于2006年3月31日[5]）。

### 宪章
- 请参看爱知产业大学短期大学的标志 （页面存档备份，存于） （日語） 2015年1月10日阅览。

## 学校环境
- 冈崎校区：在爱知县冈崎市
- 名古屋卫星校园：在爱知县名古屋市热田区

## 历任校长
- 安藤万寿男：第一代短期大学校长[6]
- 堀越哲美：现在短期大学校长[7]

## 组织

### 学科
- 国际交流学科（函授教育课程）

### 前学科
| - 经营学科 - 第一部 - 经营专攻 - 信息专攻 - 函授教育课程 - 英语科 - 第一部 - 函授教育课程 |

### 专科
| - 没有 |

### 业余课程
| - 没有 |

## 相关链接
- 日本短期大学列表